# 松原徳弘
松原 徳弘（まつばら のりひろ）は、日本の男性アニメーター、キャラクターデザイナー。
グリーン・ボックス、スタジオぎゃろっぷ（現・ぎゃろっぷ）、パステルを経て、オー・エル・エムの設立に参加し、以後長きわたって同社に所属している。

## 担当作品

### テレビアニメ
- ななこSOS（原画）
- じゃりン子チエ（動画）
- ポケットモンスターシリーズ
  - ポケットモンスター（作画監督〈第5話〉・原画）
  - ポケットモンスター アドバンスジェネレーション（作画監督〈第39話〉・原画）
  - ポケットモンスター ベストウイッシュ（アニメポケモンデザイン[1]）
  - ポケットモンスター ベストウイッシュ シーズン2・シーズン2 エピソードN・シーズン2 デコロラアドベンチャー（アニメポケモンデザイン[1]）
  - ポケットモンスター THE ORIGIN（原画）
  - ポケットモンスター XY（アニメポケモンデザイン[2]・作画監督補佐〈第55話〉）
  - ポケットモンスター XY&Z（アニメポケモンデザイン[2]）
  - ポケットモンスター サン&ムーン（アニメポケモンデザイン - 一石小百合、毛利和昭、佐藤和巳、香月麻衣子、片山美和、田島瑞穂、堤舞と共同）
  - ポケットモンスター（アニメポケモンデザイン - 一石小百合、安田周平、毛利和昭、山崎玲愛、香月麻衣子、中矢利子、田島瑞穂、片山美和、坂田愛子と共同）
  - ポケットモンスター（アニメポケモンデザイン - 一石小百合、安田周平、山崎玲愛、柳原好貴、酒井裕未、海老沢咲希、辻早智子、吉野真一、伊藤京子と共同）
- 剣風伝奇ベルセルク （キャラクターデザイン）
- 剣勇伝説YAIBA（キャラクターデザイン）
- 強殖装甲ガイバー（キャラクターデザイン、馬越嘉彦からの引き継ぎ）
- たまごっち!シリーズ
  - たまごっち!（総作画監督補、原画）
  - たまごっち! みらくるフレンズ（総作画監督[3]、作画監督）

### 劇場映画
- ぽこぽんのゆかいな西遊記（1990年、原画）
- たあ坊の竜宮星大探険（1991年、原画）
- 劇場版ポケットモンスターシリーズ
  - 劇場版ポケットモンスター ミュウツーの逆襲 （1998年、作画監督）
  - 劇場版ポケットモンスター 幻のポケモン ルギア爆誕 （1999年、作画監督）
  - 劇場版ポケットモンスター 結晶塔の帝王 ENTEI （2000年、キャラクターデザイン・作画監督）
    - ピチューとピカチュウ（2000年、キャラクターデザイン）

  - 劇場版ポケットモンスター セレビィ 時を超えた遭遇 （2001年、キャラクターデザイン・作画監督）
  - 劇場版ポケットモンスター 水の都の護神 ラティアスとラティオス（2002年、キャラクターデザイン・作画監督・原画）
  - 劇場版ポケットモンスター アドバンスジェネレーション 七夜の願い星 ジラーチ（2003年、キャラクターデザイン・作画監督・原画）
  - 劇場版ポケットモンスター アドバンスジェネレーション 裂空の訪問者 デオキシス （2004年、キャラクターデザイン・総作画監督補佐・原画）
  - 劇場版ポケットモンスター アドバンスジェネレーション ミュウと波導の勇者 ルカリオ（2005年、キャラクターデザイン・総作画監督補）
  - 劇場版ポケットモンスター アドバンスジェネレーション ポケモンレンジャーと蒼海の王子 マナフィ （2006年、キャラクターデザイン・作画監督）
  - 劇場版ポケットモンスター ダイヤモンド&パール ディアルガVSパルキアVSダークライ（2007年、デザインワークス・原画）
  - 劇場版ポケットモンスター ダイヤモンド&パール ギラティナと氷空の花束 シェイミ（2008年、キャラクターデザイン・作画監督）
  - 劇場版ポケットモンスター ダイヤモンド&パール アルセウス 超克の時空へ（2009年、キャラクターデザイン・作画監督）
  - 劇場版ポケットモンスター ダイヤモンド&パール 幻影の覇者 ゾロアーク（2010年、キャラクターデザイン・作画監督）
  - 劇場版ポケットモンスター ベストウイッシュ ビクティニと黒き英雄 ゼクロム・白き英雄 レシラム（2011年、キャラクターデザイン・作画監督）
  - 劇場版ポケットモンスター ベストウイッシュ キュレムVS聖剣士 ケルディオ（2012年、キャラクターデザイン・作画監督・原画）
    - メロエッタのキラキラリサイタル（2012年、原画）

  - 劇場版ポケットモンスター ベストウイッシュ 神速のゲノセクト ミュウツー覚醒（2013年、キャラクターデザイン・作画監督・原画）
    - ピカチュウとイーブイ☆フレンズ（2013年、原画）

  - ポケモン・ザ・ムービーXY 破壊の繭とディアンシー （2014年、キャラクターデザイン・作画監督補・原画）
  - ポケモン・ザ・ムービーXY 光輪の超魔神 フーパ（2015年、キャラクターデザイン・原画）
  - ポケモン・ザ・ムービーXY&Z ボルケニオンと機巧のマギアナ（2016年、キャラクターデザイン・原画・デジタル作画）
  - 劇場版ポケットモンスター キミにきめた!（2017年、キャラクターデザイン）
- 劇場版 どうぶつの森（2006年、デザインワークス）
- 映画! たまごっち うちゅーいちハッピーな物語!?（2008年、作画監督）
- 劇場版イナズマイレブン 最強軍団オーガ襲来（2010年、作画監督）
- 劇場版イナズマイレブンGO 究極の絆 グリフォン（2011年、作画監督）
- 映画 妖怪ウォッチ 誕生の秘密だニャン!（2014年、原画）

### Webアニメ
- たまごっちオリジナルアニメ （エンディング原画）

### OVA
- うしおととら （キャラクターデザイン・総作画監督）
- スローステップ （キャラクターデザイン・総作画監督）
- 人魚の森 （原画）
- TWD EXPRESS ROLLING TAKEOFF （作画監督補佐）
- プリンセス・ミネルバ （キャラクターデザイン・総作画監督）
- ピカチュウのわんぱくアイランド （キャラクターデザイン）

### 挿絵
- ソニック・ザ・ヘッジホッグ （小学四年生掲載、作：寺田憲史）